# 庄内あさひインターチェンジ
庄内あさひインターチェンジ（しょうないあさひインターチェンジ）は、山形県鶴岡市にある、山形自動車道のインターチェンジである。

## 歴史
- 1997年（平成9年）10月30日：庄内あさひIC - 酒田IC間開通に伴い、供用開始[注 1][2]。
- 2000年（平成12年）9月30日：湯殿山IC - 庄内あさひIC間開通[2]。

## 周辺
- 鶴岡市役所朝日庁舎
- 羽黒山

## 接続する道路
- 直接接続
  - 山形県道44号余目温海線
- 間接接続
  - 国道112号

## 料金所
当ICに料金所は設置されていない。湯殿山IC料金所か鶴岡本線料金所にて料金を徴収する形となる。

## 隣
E48 山形自動車道
(10)湯殿山IC - 庄内あさひBS - (11)庄内あさひIC - 櫛引PA - (12)鶴岡IC/鶴岡本線料金所